# Žatčany
Žatčany település Csehországban, a Brno-vidéki járásban. Žatčany Těšany, Újezd u Brna, Měnín, Nesvačilka, Moutnice és Telnice településekkel határos. Lakosainak száma 947 fő (2024. január 1.).

## Népesség
A település lakosságának változását az alábbi diagram mutatja:
| Lakosok száma | 715  | 781  | 937  | 859  | 804  | 757  | 820  | 898  | 929  | 947  |
|               | 1869 | 1890 | 1921 | 1950 | 1980 | 2001 | 2017 | 2019 | 2022 | 2024 |